# ジフォドン科
ジフォドン科(Xiphodontidae)は、偶蹄目の絶滅した科である。始新世（4040万年-3390万年前）の約750万年間に生息したヨーロッパの固有種で、恐らくは、全て陸上草食動物であった。パラジフォドンは、これらが少なくとも漸新世前期（ルペリアン）まで生きていたことを示している。

## 分類
Flowerが1883年に命名した。これを1889年にCopeが偶蹄目に、1986年にJ. J. Hookerがジフォドン科に、1988年にロバート・リン・キャロルが核脚亜目に位置付けた。